# Kurt Wolff (editore)
Kurt Wolff (Bonn, 3 marzo 1887 – Ludwigsburg, 21 ottobre 1963) è stato un editore, scrittore e giornalista tedesco, uno dei più importanti editori del '900.

## Biografia
La casa editrice da lui fondata a Lipsia nel 1913 dopo un breve sodalizio editoriale con Ernst Rowohlt, che prende il suo nome, fu animatrice su vari fronti della cultura mitteleuropea, e in particolare quella espressionista.
Fin dall'inizio, infatti, Wolff si trova circondato, direttamente o indirettamente, da personaggi che influenzeranno in maniera durevole la cultura tedesca ed europea, tra cui Franz Werfel, Max Brod o Karl Kraus. Ciò lo portò a essere editore di autori universalmente considerati decisivi, fra cui Franz Kafka, Georg Trakl, Robert Walser, Gottfried Benn, Heinrich Mann, Gustav Meyrink e molti altri. Oltre alla casa editrice Kurt Wolff e Ernst Rohwolt, facevano capo a Wolff le seguenti edizioni: Hyperion-Verlag, Verlag der Weißen Bücher, Der Neue Geist Verlag, Verlag der Schriften von Karl Kraus (Kurt Wolff), Pantheon Casa Editrice S.A., Florenz. Quest'ultima fu fondata da Wolff nel 1924 come casa editrice artistica internazionale e pubblicò libri d'arte dal 1926 al 1930, quando fu liquidata dopo la separazione di Wolff dal suo socio Holroyd Reece.
Nel 1930 Wolff lascia la guida della casa editrice per trasferirsi prima a Nizza, poi in Toscana, e infine approdare, grazie all'aiuto di Varian Fry, nel 1941 a New York, dopo un periodo assai travagliato in cui patì anche l'esperienza dei campi d'internamento francesi. In  America, sebbene ormai quasi privo di mezzi di sostentamento, riesce grazie all'aiuto di altri espatriati tedeschi a fondare una nuova casa editrice: la Pantheon Books. Tornato in Europa nel 1960, assume l'incarico di consulente per un importante gruppo editoriale statunitense. Nel 1963, durante una visita in Germania in cui aveva fatto tappa all'Archivio di Marbach, considerato un tempio della letteratura tedesca, dopo aver visitato una mostra sull'espressionismo che esponeva molti documenti relativi alla sua attività giovanile di editore, muore in seguito ad un incidente con un camion per le ferite subite. È sepolto a Marbach.
Il figlio Christian Wolff, è considerato uno dei massimi esponenti dell'avant-garde musicale.